# Kurt-Schumacher-Platz (metropolitana di Berlino)
Kurt-Schumacher-Platz è una stazione della linea U6 della metropolitana di Berlino. All'esterno della stazione è situata una fermata dell'autobus che collega la stessa direttamente con l'aeroporto di Berlino-Tegel. La stazione fu inaugurata il 3 maggio 1956, e dedicata al politico tedesco Kurt Schumacher.
La stazione fu costruita su progetto di Bruno Grimmek; l'estensione tra Seestraße e Kurt-Schumacher-Platz fu la prima nuova linea metropolitana costruita dopo la Seconda Guerra mondiale a Berlino.

## Servizi
La stazione dispone di:
- Biglietteria
- Scale mobili
- Edicola
- Fermata autobus di passaggio